# Balaga
Balaga es una ciudad censal situada en el distrito de Srikakulam en el estado de Andhra Pradesh (India). Su población es de 9071 habitantes (2011). Se encuentra a 111km de Visakhapatnam y a 2 km de Srikakulam. 

## Demografía
Según el censo de 2011 la población de Balaga era de 9071 habitantes, de los cuales 4571 eran hombres y 4500 eran mujeres. Balaga tiene una tasa media de alfabetización del 90,63%, superior a la media estatal del 67,02%: la alfabetización masculina es del 94,77%, y la alfabetización femenina del 86,47%.